# William Squire Kenyon

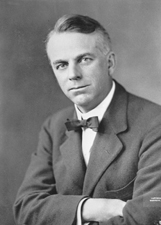
William Squire Kenyon

William Squire Kenyon, född 10 juni 1869 i Elyria, Ohio, död 9 september 1933 i Sagadahoc County, Maine, var en amerikansk republikansk politiker och jurist. Han representerade delstaten Iowa i USA:s senat 1911-1922.
Kenyon studerade vid Grinnell College och Iowa State College (numera Iowa State University). Han inledde 1891 sin karriär som advokat i Fort Dodge. Han var åklagare för Webster County, Iowa 1892-1896. Han var sedan domare 1900-1902 och medarbetare åt justitieministern 1910-1911.
Kenyon blev invald i senaten i fyllnadsvalet 1911. Han omvaldes två gånger. Han avgick 1922 efter att ha blivit utnämnd till en federal domstol.
Kenyons grav finns på Oakland Cemetery i Fort Dodge.